# کیلان
کیلان شهری واقع در بخش مرکزی شهرستان دماوند در استان تهران ایران است. از آثار تاریخی این شهر می‌توان به مسجد جامع کیلان، مسجد صاحب الزمان، قلعه حاج عسگر، قلعه کوهان، قلعه رستم گیو ، حمام شمس و مش خدیجه، چنار محله ساران و... نام برد.

## جمعیت
جمعیت این شهر براساس سرشماری سال ۱۳۹۵ ایران، ۲۸۸۲ نفر (۹۲۷ خانوار) شامل ۱۴۷۸ مرد و ۱۴۰۴ زن می‌باشد جمعیت کیلان در سال ۱۳۸۵ برابر با ۳۰۳۸ نفر بوده‌است.

## پیرامون نام
زاغه ها و دخمه هایی که در نقاط مختلف کیلان از جمله درپشته بند-برنهشت و اطراف قلعه های عسکر و حصارک از عهد باستان باقی مانده است خود حکایت از حضور انسان از گذشته های دور دراین ناحیه دارد. بطوریکه از تاریخ ماد نوشته (( ا-م دیاکونوف)) بر می آید؛ کیلان یکی از مراکز مهم دولت مادها به شمار می‌رفت. قلعه های باستانی به عبارت بهتر تپه های باستانی متعدد موجود در کیلان مانند قلعه زر آباد ، قلعه منصور ، قلعه دزک ، قلعه ساران ، قلعه عسکر ، قلعه حصارک یا قلعه کیانی ، قلعه سپید یاجمهور ، قلعه دیو یا تخت دیو ، قلعه فاژان یا خراب فاژان و یا قلعه شاه ، قلعه پیرزال، قلعه گیو یا بهمن درکوهان-قلعه وادان- قلعه درویش و همچنین دره باستانی آرتاشان یا آتشان و نیز تپه گد بلند تخت پابلا و قلعه دیلمان و تیلکان در زیارت بدون شک قلعه هایی هستند که در طی دوران حکومت سلسله اساطیری کیان و در عصر مادها در قرون نهم تا هفتم قبل از میلاد بر روی تپه ها و یا خاکریزهای مصنوعی بنا گردیده اند. این قلعه ها دردوره اول جنگ‌های آشور و ماد و سلطه آشور بر قسمت عمده قلمرو مادها بکلی ویران شده اند. وجود مناطقی با نام‌های تقریباً مشابه در کیلان و شهر ویران مهاباد و دره کنتی در نزدیکی شهر ویران مثل فقرقا در شهر ویران و محلی به نام قبربا درکیلان، همچنین دره شیطان در دره کنتی و دره شیطان در کیلان این نظر را تایید می‌کند. به استناد تاریخ ما درهر قسمت از قلمرو ماد فردی تحت عنوان شاهک حکومت می‌کرد به احتمال زیاد مقر حکومت شاهک در کیلان، قلعه شاه واقع در ارتفاعات مشرف بر محله فاژان فعلی بوده است چرا که این ارتفاعات نسبت به نقاط دیگر کیلان از اهمیت استراتژیک بیشتری برخوردار بوده و تقریباً تمام قلعه های آن زمان را در این منطقه زیر نظر داشته است. آنچه که بیش از هر عامل دیگری این نظر را تایید می‌کند؛ موقعیت خاص قلعه شاه در؛این ناحیه است. در شمال این قلعه دره ای به نام دره شا، در غرب آن، محلی بنام تخت شاه نشین و در جنوب غربی آن دره های طاق سرا و شاهان دره قرار دارد. شایان ذکر است که از هزار سال قبل از انقلاب صنعتی و قبل از توسعه شبکه راه‌ها و رواج وسائل نقلیه جدید، کیلان به عنوان گذرگاه کاسپیان از اهمیت ویژه ای برخوردار بوده است؛ و یک راه کاروان رو یعنی راه ارتباطی بین قلمرو مادهای حاشیه شمالی دشت کویر با کاسپی ها و دیگر اقوام ساکن در جلگه های ساحلی دریای خزر از این منطقه عبور می کرد. موقعیت جغرافیایی و توپوگرافی این ناحیه و تپه های باستانی متعدد موجود در طول این گذرگاه تاریخی، اهمیت ارتباطی این منطقه را در گذشته‌ها نشان می‌دهد.
شهر کیلان و شهر ایوانکی به ترتیب پایتخت های تابستانی و زمستانی سلسله کیان بوده است؛ نام کیلان گویا از این سلسله و یا از نام کیان دژ یا قلعه کیانی (حصارک) اقتباس شده است.
در شاهنامه فردوسی می‌خوانیم که در جنگ بزرگ کیخسرو با افراسیاب، کهیلا یا کهیلان و یا کیلان نبیره افراسیاب بدست منوچهر آرش از دلاوران معروف کیخسرو کشته می‌شود؛ لذا برخی تاریخ‌نویسان معتقدند:کیلان همان محلی است که این سردار تورانی در آن به قتل رسیده‌است.
البته در شاهنامه های چاپ مسکو وژول مول نام نبیره افراسیاب کهیلا، در شاهنامه خطی قاهره کهیلان و در شاهنامه خطی موجود در انستیتو خاور شناسی روسیه، کیلان ذکر شده است.
کهن‌ترین سکونت‌گاه انسان در اطراف کیلان در نزدیکی قلعه حاجی عسگر قرار دارد که در سال ۱۳۶۸ توسط هیئت بررسی منطقه دماوند به سرپرستی عنایت اله امیرلو شناسایی و در سال ۱۳۶۹ کاوش شد. در این کاوشها ابزارهای سنگی و استخوان حیوانات یافت شد که طبق نظر کاوشگر مربوط به دوره فراپارینه سنگی و بین ۱۴ تا ۱۸ هزار سال قدمت دارند. بازنگری یافته های قلعه عسگر توسط فریدون بیگلری در موزه ملی ایران نشان داد که ابزارهای سنگی یافت شده از لحاظ فناوری و گونه شناسی دارای ویژگیهای مشخص صنایع دوره نوسنگی منطقه از جمله استفاده از تکنیک تراش فشاری است. با توجه به نتایج این مطالعه جدید قدمت سکونت در قلعه عسگر حدود ۸ هزار سال است.
مهم‌ترین آثار و ابنیه تاریخی کیلان عبارتند از:
- تپه‌های باستانی با محوطه‌های تاریخی که در واقع قلعه و دژهایی هستند که در درون سلسله اساطیر کیلان و در عصر مادها بر روی تپه‌ها و خاکریزهای مصنوعی بنا گردیده و در طی دوره اول جنگ‌های آشور و ماد به کلی ویران شده‌اند.
- مسجد جامع کیلان: این مسجد بین ۸۵۰ تا ۱۲۰۰ سال قدمت دارد و به قولی بنا به فرمان حسن عسگری و به سبک مساجد دوره اولیه اسلامی بنا گردیده‌است. نمای داخلی این مسجد از نظر معماری و گچ بری‌های سر در و محراب آن قابل توجه است. در داخل این مسجد ، ۱۵ ستون قطور به نام فیل پایه وجود دارد که بر ارزش و اعتبار این بنا می‌افزاید. در سال ۱۳۶۸، اداره کل میراث فرهنگی استان تهران به منظور حفظ این اثر ارزشمند و جلوگیری از ریزش احتمالی سقف، نسبت به مرمت آن اقدام نمود. این اقدامات شامل افزایش ارتفاع بنا از داخل و برداشت و تعویض پوشش بنا و ایجاد پوشش شیروانی به جای پوشش چوبی و گلی آن بود.
- حسینیه کیلان: بنای اولیه این حسینیه جزء نخستین حسینیه‌هایی است که بعد از واقعه کربلا، در ایران ساخته شد. این ساختمان تاکنون سه بار تجدید بنا شده‌است.
- حمام‌های تاریخی مثل حمام عمادین، حموم مش‌خدیجه، شمس، علی جمال و چندین خانه تاریخی.
- امامزاده‌های موجود در محله‌های کوهان، زیارت و ساران.
- آثار تاریخی موجود در روستاهای پراکنده مجاور کیلان.

## صنایع دستی و محلی منطقه کیلان
در گذشته ریسندگی و بافندگی به شیوه سنتی آن بخش از فعالیت اقتصادی این ناحیه بود. صدها کارگاه کوچک ریسندگی و بافندگی و صنایع وابسته به آن در کیلان فعالیت داشت و پارچه‌هایی در طرح‌ها و رنگ‌هایی مختلف با کیفیت بسیار عالی در همین کارگاه‌های کوچک تولید و مازاد آن در نقاط دیگر به فروش می‌رسید. با گذشت زمان، به علل بالا رفتن قیمت مواد اولیه و ورود پارچه‌های رنگارنگ و عدم حمایت دولت از صنایع داخلی، این کارگاه‌های کوچک اما بسیار با ارزش رفته رفته رونق گذشته خود را از دست داده به‌طوری‌که تعداد انگشت شماری از این کارگاه‌ها به صورت فعال باقی مانده‌است. مهمترین صنایع دستی این منطقه عبارتند از:حوله حمام، حوله دست و صورت، چادر شب، سفره، پارچه‌ها ی مخصوص بقچه لباس و معدودی کارگاه بافت قالی و قالیچه.

## سوغات منطقه کیلان
سوغات منطقه کیلان شامل آبنبات، نان محلی، نان شیرمال و توتک، هسته قیسی، لب لبو، قیسی، سفره کیلانی، حوله حمام و حوله دست و صورت است که مسافران به عنوان سوغاتی به همراه می‌برند.